# Toby Press
Toby Press est un éditeur américain de comic-books en activité de 1949 à 1955. Fondée par Elliott Caplin,  scénariste établi de comics et frère du dessinateur Al Capp, la société réédite Li'l Abner de Capp, publie des comics mettant en vedette des personnages de cinéma ou de cartoon tels que John Wayne et Félix le Chat, ainsi que des créations originales de genre variés (romance, guerre, western, aventure…).